# Championnat d'Argentine d'échecs

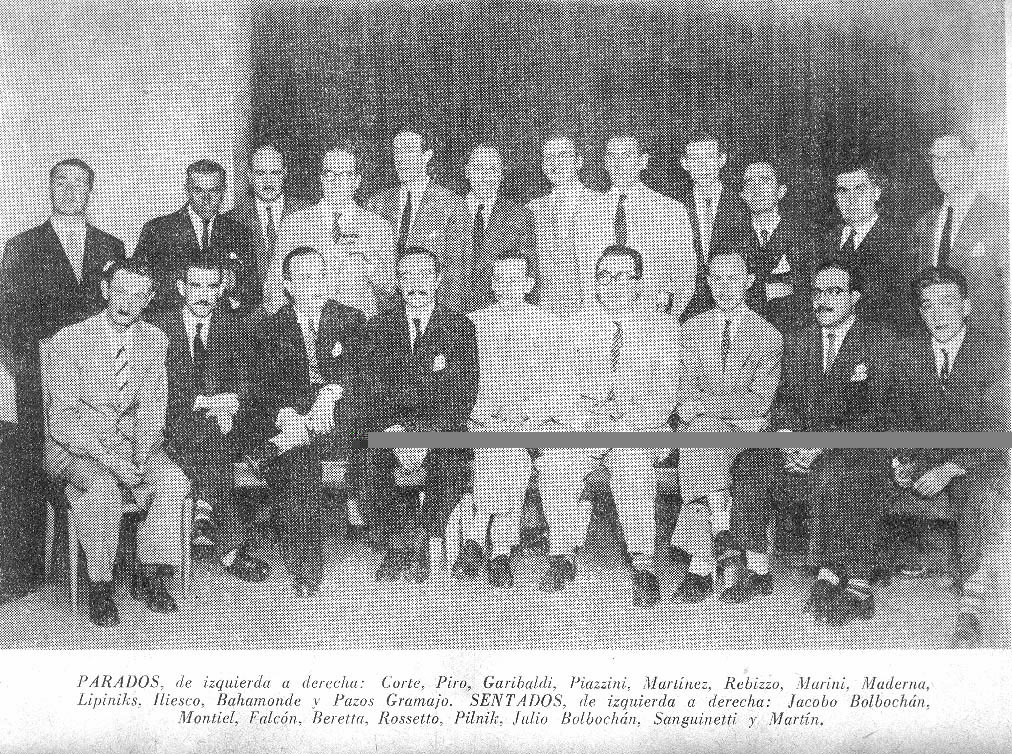
Championnat d'Argentine 1946.

Le championnat d'Argentine d'échecs est une compétition qui permet de désigner le meilleur joueur d'échecs d'Argentine. Il est organisé par la Fédération argentine des échecs (Federación Argentina de Ajedrez).
La première édition a eu lieu en 1921-1922 à Buenos Aires. Avant 1943, le championnat d'Argentine consistait en un match. Il s'agit d'un tournoi annuel depuis 1943.

## Multiples vainqueurs
8 titres
- Miguel Najdorf (en 1949, 1951, 1953, 1955, 1960, 1964, 1967 et 1975)

7 titres
- Raúl Sanguineti (en 1956, 1957, 1962, 1965, 1968, 1973 et 1974)
- Diego Flores (en 2005, 2009, 2012-2013, 2013, 2016, 2017 et 2019)

6 titres
- Roberto Grau (en 1926, 1928, 1929, 1934-1935, 1936 et 1939)

5 titres
- Héctor Rossetto (en 1941, 1944, 1947, 1961 et 1972)
- Pablo Ricardi (en 1994, 1995, 1996, 1998 et 1999)
- Fernando Peralta (en 2006, 2018, 2021 (champion 2020), 2022 et 2023)

4 titres
- Damián Reca (en 1921-1922, 1923-1924, 1924 et 1925)
- Jorge Rubinetti (en 1971, 1982, 1988 et 1991)
- Rubén Felgaer (en 2001, 2008, 2010 et 2014)

3 titres
- Carlos Guimard (en 1936, 1937 et 1940)
- Herman Pilnik (en 1942, 1945 et 1958)
- Óscar Panno (en 1953, 1985 et 1992)

2 titres
- Isaías Pleci (en 1930 et 1931)
- Jacobo Bolbochán (en 1931-1932 et 1932)
- Julio Bolbochán (en 1946 et 1948)
- Miguel Quinteros (en 1966 et 1980)
- Daniel Cámpora (en 1986 et 1989)
- Ariel Sorín (en) (en 2000 et 2004)
- Sandro Mareco (en 2015 et 2024)

## Palmarès

### Matchs (1921-1942)
Le premier championnat était un tournoi en deux parties : un tournoi préliminaire en 1921, puis une finale à cinq joueurs en 1922. À l'issue des deux tournois, Reca et Villegas sont à égalité. Un match de départage est organisé en 1922. Le troisième championnat, en 1923-1924, est également un tournoi remporté par Reca devant Grau (deuxième après un départage).
L'année indiquée est celle où a lieu le match entre le champion et le vainqueur du tournoi préliminaire. Sur le site de la Fédération argentine des échecs, le titre correspond à l'année du tournoi préliminaire, le Torneo Mayor (tournoi de maîtres) disputé l'année précédente du match (sauf en 1926 où le match a eu lieu la même année que le tournoi) ; ainsi Damian Reca, vainqueur du tournoi en 1923-1924 et du match en 1924, porte le titre de champion 1923 sur le site de la Fédération argentine des échecs. Le championnat 1927 correspond à un match qui aurait dû avoir lieu en 1928.
En 1924, Reca perdit un match non officiel contre Richard Réti.
| Éd. | Année du match | Champion         | Perdant             | Marque  | Notes |
| --- | -------------- | ---------------- | ------------------- | ------- | --- |
| 1   | 1921-1922      | Damián Reca      | Benito Villegas     | 5-2     | Match de départage du premier championnat                                                                    |
| 2   | 1923           | Benito Villegas  | L. Molina Carranza  | 6,5-1,5 | Match disputé en 1923 à CarranzaDamián Reca déclare forfait.                                                 |
| 3   | 1924           | Damián Reca      |                     | 12/16   | Reca vainqueur du tournoi en 1923-1924 devant Grau                                                           |
| 4   | 1924           | Damián Reca      | Benito Villegas     | 5-3     | Match entre le champion de 1923 et le vainqueur du tournoi de 1923-1924                                      |
| 5   | 1925           | Damián Reca      | J. Lynch            | 5,5-2,5 | |
| 6   | 1926           | Roberto Grau     | Damián Reca         | 5-3     | Match disputé à Buenos-Aires, Rosario et La Plata. Grau vainqueur du tournoi de sélection (1926)             |
| (7) | (1927-1928)    | Roberto Grau     | (match non disputé) |         | Damián Reca remporte le tournoi de sélection (1927-1928) et déclare forfait pour le match contre Grau        |
| 7   | 1929           | Roberto Grau     | Isaías Pleci        | 4-0     | Pleci vainqueur du tournoi de sélection (1928)                                                               |
| 8   | 1930           | Isaías Pleci     | Roberto Grau        | 5-3     | Pleci vainqueur du tournoi de sélection (1929)                                                               |
| 9   | 1931           | Isaías Pleci     | V. Fenoglio         | 6-4     | Feneglio vainqueur du tournoi de sélection (1930)                                                            |
| 10  | 1931-1932      | Jacobo Bolbochán | Isaías Pleci        | 6-3     | Jacobo Bolbochan vainqueur du tournoi de sélection (1931)                                                    |
| 11  | 1932           | Jacobo Bolbochán | Isaías Pleci        | 6-3     | Pleci vainqueur du tournoi de sélection (1932)                                                               |
| 12  | 1933           | Luis Piazzini    | Jacobo Bolbochan    | 5,5-2,5 | Piazzini vainqueur du tournoi de sélection (1933)                                                            |
| 13  | 1935           | Roberto Grau     | Luis Piazzini       | 7,5-5,5 | Grau vainqueur du tournoi de sélection (1934)                                                                |
| 14  | 1936           | Roberto Grau     | Jacobo Bolbochan    | 5-3     | Jacobo Bolbochan vainqueur du tournoi de sélection (1935)                                                    |
| 15  | 1937           | Carlos Guimard   | Roberto Grau        | 6-2     | Match disputé à Buenos Aires et Santa Fe. Guimard vainqueur du tournoi de sécection (1936)                   |
| 16  | 1938           | Carlos Guimard   | Luis Piazzini       | 7,5-2,5 | Match disputé à Buenos Aires, Necochea et Tandil. Piazzini, 2e du tournoi de sélection 1937, est challenger. |
| 17  | 1939           | Roberto Grau     | Carlos Guimard      | 7,5-5,5 | Match disputé à La Plata. Grau vainqueur du tournoi de sélection (1938)                                      |
| 18  | 1940           | Carlos Maderna   | Luis Piazzini       | 8-6     | Maderna challenger (1939) devant Piazzini Grau déclara forfait et fut remplacé par Piazzini pour le match    |
| 19  | 1941           | Carlos Guimard   | Carlos Maderna      | 8-1     | Match disputé à Buenos Aires et La Plata. Guimard vainqueur du tournoi de sélection (1940)                   |
| 20  | 1942           | Héctor Rossetto  | Carlos Guimard      | 8-5     | Match disputé à Nueve de Julio et Buenos Aires. Rossetto challenger (1941)                                   |

### Tournois de sélection des challengers (1926-1941)
| Éd. | Année(s)  | Challenger(s)                           | Deuxième                    | Notes |
| --- | --------- | --------------------------------------- | --------------------------- | --- |
| (1) | 1921-1922 | Damián Reca Benito Villegas             |                             | Deux joueurs terminent à égalité du 1er championnat d'Argentine.Reca bat Villegas en match en 1922                                                               |
| (3) | 1923-1924 | Damián Reca                             | Roberto Grau                | Reca bat Villegas en match en 1924 |
| (4) | 1924      | Richard Réti (hors concours)            | Roberto Grau                | Réti affronte Reca dans un match non officiel (Réti gagne le match 2,5 à 0,5)                                                                                    |
| (5) | 1925      |                                         |                             | Pas de tournoi de sélection en 1925 |
| 6   | 1926      | Roberto Grau                            | A. Nogues Acuna             | Grau bat Reca en match en 1926 |
| (7) | 1927-1928 | Damián Reca                             | Palau                       | Reca renonce à affronter Grau en match |
| 7   | 1928      | Isaías Pleci                            | Carlos Maderna              | Pleci affronte Grau en 1929 |
| 8   | 1929      | Isaías Pleci                            | J. Lynch                    | Pleci bat Grau en match en 1930 |
| 9   | 1930      | V. Penoglio                             | G. Hotley                   | Pénoglio affronte Pleci en 1931 |
| 10  | 1931      | Jacobo Bolbochán                        | Benito Villegas             | Jacobo Bolbochán bat Pleci en match en 1931-1932. |
| 11  | 1932      | Isaías Pleci                            | Roberto Grau                | Pleci affronte Jacobo Bolbochan en 1933 |
| 12  | 1933      | Luis Piazzini                           | J. Iliesco (Roumanie)       | Piazzini bat Jacobo Bolbochan en match en 1933. |
| 13  | 1934      | Roberto Grau                            | Carlos Maderna Isaías Pleci | Grau bat Piazzini en match en 1934-1935 |
| 14  | 1935      | Jacobo Bolbochán                        | Isaías Pleci (ex æquo)      | Jacobo Bolbochan bat Pleci en match de départageBolbochan affronte Grau en match en 1936                                                                         |
| 15  | 1936      | Carlos Guimard                          | Jacobo Bolbochán            | Guimard bat Grau en match en 1937 |
| 16  | 1937      | Jacobo Bolbochán                        | Luis Piazzini               | Jacobo Bolbochan renonça à rencontrer Guimard et fut remplacé par Piazzini.Match Guimard-Piazzini disputé en 1938                                                |
| 17  | 1938      | Roberto Grau                            | Carlos Guimard              | Grau bat Guimard en match en 1939 |
| 18  | 1939      | Carlos Maderna Gerschmann Luis Piazzini |                             | 1er : J. Iliesco (Roumanie, hors concours).Le champion (Roberto Grau) déclare forfait.Maderna bat Piazzini en match en 1940 (après un départage avec Gerschmann) |
| 19  | 1940      | Carlos Guimard                          | A. Gromer (France, ex æquo) | Guimard vainqueur du départage à trois contre A. Gromer (France) et F. Sulik (Pologne)Guimard bat Maderna en match en 1941                                       |
| 20  | 1941      | Héctor Rossetto (3e) (premier Argentin) |                             | M. Luckis (hors concours) gagne le tournoi2e : Herman Pilnik (hors concours)Rossetto bat Guimard en match en 1942                                                |

### Tournois et matchs (1942-1953)
| Éd. | Année     | Vainqueur                            | Deuxième(s)                        | Notes |
| --- | --------- | ------------------------------------ | ---------------------------------- | --- |
| 21  | 1942      | Herman Pilnik                        | Jacobo Bolbochan                   | Tournoi disputé en décembre 1942 en l'absence de Rossetto.Herman Pilnik est déclaré champion.                                                  |
| 22  | 1943      | G. Stahlberg (SuèdeJ (hors concours) | Juan Iliesco (champion)            | Iliesco, premier argentin, est déclaré champion.Carlos Guimard finit troisième.Tournoi disputé en l'absence de Pilnik.                         |
| 23  | 1944      | Hector Rossetto                      | Herman Pilnik Carlos Guimard       | Tournoi de sélection |
|     | 1945      | Hector Rossetto                      | Juan Iliesco                       | Match disputé à Nueve de Julio en mars 1945 (6,5-4,5)                                                                                          |
| 24  | 1945      | Herman Pilnik                        | Jaobo Bolbochan                    | Tournoi de sélection |
|     | 1946      | Herman Pilnik                        | Hector Rossetto                    | Match dispputé à Bahía Blanca en septembre 1946 (5-3)                                                                                          |
| 25  | 1946      | Julio Bolbochan                      | Hermann Pilnik                     | Tournoi disputé en novembre-décembre.Julio Bolbochan est déclaré champion                                                                      |
| 26  | 1947      | Hector Rosseto                       | M. Luckis                          | Tournoi disputé en octobre-novembre 1947 en l'absence de Julio Bolbochan.Rossetto est déclaré champion.                                        |
| 27  | 1948      | Julio Bolbochan                      | Carlos Guimard                     | Tournoi disputé en octobre-décembre 1948. |
|     | 1948      | Julio Bolbochan                      | Hector Rossetto                    | Match terminé par l'égalité (5-5).Julio Bolbochan conserve son titre.                                                                          |
| 28  | 1949      | Miguel Najdorf                       | Carlos Guimard                     | Najdorf gagne avec 20,5 / 22 (+20 −1 =1).Tournoi disputé de novembre à novembre.                                                               |
|     | 1949      | Miguel Najdorf                       | Julio Bolbochan                    | Najdorf bat Bolbochan en match (5,5-4,5). |
| 29  | 1950-1951 | Carlos Maderna                       | Jacobo Bolbochan (2e au départage) | Tournoi disputé de décembre à janvier. en l'absence de Najdorf.Moderna gagne le départage à trois en 1951.3e au départage : Heinrich Reinhardt |
| 30  | 1951      | Miguel Najdorf                       | Hector Rossetto                    | Najdorf gagne avec 13,5 / 14 (+13 =1). Tournoi disputé en novembre 1951.                                                                       |
| 31  | 1952-1953 | Ruben Shocron                        | Jacobo Bolbochan                   | Tournoi à deux tours disputé de décembre à janvier.                                                                                            |
|     | 1953      | Miguel Najdorf                       | Ruben Shocron                      | Match disputé en février 1953.Najdorf récupère son titre (4,5-0,5).                                                                            |
| 32  | 1953      | Oscar Panno                          | Carlos Guimard                     | Tournoi disputé en octobre-décembre 1953 en l'absence de Najdorf.                                                                              |

### Tournois de 1954 à 1993
| Édition Année | Édition Année  | Champion                           | Deuxième(s)           | Notes                                                                                                   |
| ------------- | -------------- | ---------------------------------- | --------------------- | --- |
| (33)          | 1954           |                                    |                       | Tournoi interrompu le championnat est annulé                                                            |
| 33            | 1955           | Miguel Najdorf                     | Hector Rossetto       | 3e : Erich Eliskases Najdorf gagne avec 16 / 19                                                         |
| 34            | 1956           | Raúl Sanguineti                    | Casas                 | |
| 35            | 1957           | Raúl Sanguineti                    | Erich Eliskases       | |
| 36            | 1958           | Herman Pilnik                      | Oscar Panno Redolfi   | |
| 37            | 1959           | Bernardo Wexler                    | Foguelman             | |
| 38            | 1960           | Miguel Najdorf                     | Julio Bolbochan       | Najdorf gagne avec 15,5 / 19                                                                            |
| 39            | 1961           | Hector Rossetto                    | Luckis                | |
| 40            | 1962           | Raúl Sanguinetti                   | Foguelman             | Foguelman bat Cruz pour la 2e place                                                                     |
| 41            | 1963           | Raimundo Garcia                    | Schweiber             | Départage à trois 3e du départage : Klein                                                               |
| 42            | 1964           | Miguel Najdorf                     |                       | Najdorf gagne avec 13 / 15                                                                              |
| 43            | 1965           | Raúl Sanguinetti                   |                       | |
| 44            | 1966           | Miguel Quinteros                   | Jiri Pelikan          | Tournoi disputé en décembre 1966.                                                                       |
| 45            | 1968           | Miguel Najdorf                     |                       | Tournoi disputé en mars 1968 à Mar del Plata Najdorf marque 5,5 / 6 en demi-finale et 8 / 11 en finale. |
| 46            | 1969 (janvier) | Raúl Sanguinetti (après départage) | Schweber (ex æquo)    | Système suisse (20 joueurs, 9 rondes) Sanguinetti gagne le départage en septembre-octobre 1969.         |
| 47            | 1969-1970      | C. E. Juarez                       | R. Garcia (ex æquo)   | Système suisse (18 joueurs, 7 rondes). Juarez du départage en avril 1970 (2,5-0,5)                      |
|               | 1970           |                                    |                       | Non disputé                                                                                             |
| 48            | 1971-1972      | Jorge Rubinetti                    | J. Agdamus            | Système suisse (24 joueurs, 9 rondes) + matchs de départage pour les places 2 à 7.                      |
| 49            | 1972           | Hector Rossetto                    |                       | |
| 50            | 1973           | Raúl Sanguinetti                   |                       | Tournoi disputé à Santa Fé                                                                              |
| 51            | 1974           | Raúl Sanguinetti                   |                       | Tournoi disputé à Caseros                                                                               |
| 52            | 1975           | Miguel Najdorf (au départage)      | Oscar Panno (ex æquo) | à égalité de points (15 / 19)                                                                           |
| 53            | 1976           | Jorge Szmetan                      |                       | |
| 54            | 1978           | J. Emma                            |                       | |
|               | 1979           |                                    |                       | Non disputé                                                                                             |
| 55            | 1980           | Miguel Quinteros                   |                       | Système suisse disputé à Quilmes Najdorf finit huitième.                                                |
|               | 1981           |                                    |                       | Championnat non disputé.                                                                                |
| 56            | 1982           | Jorge Rubinetti                    |                       | |
| 57            | 1983           | J. Gomez-Ballo                     |                       | |
| 58            | 1984           | Gerardo Barbero                    |                       | |
| 59            | 1985           | Oscar Panno                        | Gerardo Barbero       | |
| 60            | 1986           | Daniel Cámpora                     |                       | Najdorf finit 3e-5e.                                                                                    |
| 61            | 1987           | Marcelo Tempone                    |                       | |
| 62            | 1988           | Jorge Rubinetti                    |                       | |
| 63            | 1989           | Daniel Cámpora                     |                       | Najdorf finit 4e-6e.                                                                                    |
| 64            | 1990           | Guillermo Soppe                    |                       | |
| 65            | 1991           | Jorge Rubinetti                    |                       | Najdorf termine huitième                                                                                |
| 66            | 1992           | Oscar Panno                        |                       | |
| 67            | 1993-1994      | H. Spangenberg                     |                       | Système suisse, disputé en février 1994                                                                 |

### Tournois depuis 1994
| Édition Année | Édition Année | Champion               | Deuxième(s)                                              | Notes |
| ------------- | ------------- | ---------------------- | -------------------------------------------------------- | --- |
| 68            | 1994-1995     | Pablo Ricardi          |                                                          | Système suisse |
| 69            | 1995          | Pablo Ricardi          | Ariel Sorin                                              | Ricardi vainqueur du départage contre Sorin. 14 joueurs argentins plus Ivan Morovic (hors concours).                            |
| 70            | 1996          | Pablo Ricardi          | Hugo Spangenberg                                         | 16 joueurs |
| 71            | 1997-1998     | Guillermo Malbrán (es) | Alejandro Hoffman                                        | Championnat 1997 disputé en avril-mai 1998. 16 joueurs. Malbran vainqueur au départage.                                         |
| 72            | 1998          | Pablo Ricardi          | Sergio Slipak                                            | 14 joueurs |
| 73            | 1999          | Pablo Ricardi          | Alejandro Hoffman                                        | Également mémorial Najdorf.à Buenos Aires. Finale en novembre-décembre.                                                         |
| 74            | 2000          | Ariel Sorín (en)       | Ruben Felgaer                                            | 12 joueurs |
| 75            | 2001-2002     | Rubén Felgaer          | Fernando Peralta                                         | 14 joueurs. Felgaer remporte le départage. Championnat 2001 disputé en mars 2002 à Pinamar.                                     |
| 76            | 2002          | Martin Labollita       | Sergio Slipak                                            | |
| 77            | 2003          | Guillermo Soppe        | Sergio Giardelli Pablo Lafuente Ruben Felgaer            | 63 joueurs |
| 79            | 2004          | Ariel Sorin            | Rubén Felgaer                                            | 80 joueurs |
| 80            | 2005          | Diego Flores           | Pablo Ricardi                                            | 10 joueurs. Flores vainqueur du départage.                                                                                      |
| 81            | 2006          | Fernando Peralta       | Ruben Felgaer Diego Flores                               | 12 joueurs |
| 82            | 2007-2008     | Rubén Felgaer          | Fernando Peralta Diego Valerga                           | Championnat 2007 disputé en mai-juin 2008. 12 joueurs Felgaer vainqueur du départage entre trois joueurs.                       |
| 83            | 2008          | Rubén Felgaer          | Diego Flores Anton Kovalyov                              | Championnat disputé en juillet-août 2008. 12 joueurs Felgaer vainqueur du départage entre trois joueurs.                        |
| 84            | 2009          | Diego Flores           | Rubén Felgaer                                            | finale en avril-mai 2009. |
| 85            | 2010          | Rubén Felgaer          | Diego Valerga Pablo Ricardi Sebastian Iermito            | 51 joueurs |
| 86            | 2011-2012     | M. Lorenzini           | Sandro Mareco                                            | Championnat 2011 disputé en juillet 2012 Cinq joueurs finissent à égalité. Lorenzini, non titré, devient champion.              |
| 87            | 2012-2013     | Diego Flores           |                                                          | Championnat 2012 disputé en avril 2013. Flores gagne avec un point d'avance sur cinq joueurs.                                   |
| 88            | 2013          | Diego Flores           | Fernando Peralta                                         | Après un départage rapide. 14 joueurs Championnat disputé en août-septembre 2013.                                               |
| 89            | 2014          | Rubén Felgaer          | Federico Pérez Ponsa                                     | Après un départage en blitz |
| 90            | 2015          | Sandro Mareco          | Diego Flores                                             | |
| 91            | 2016          | Diego Flores           | Sergio Slipak Leandro Krysa                              | 14 joueurs |
| 92            | 2017          | Diego Flores           | Frederico Perez Ponsa Ernesto Real De Azua Sandro Mareco | 14 joueurs Flores (9,5 / 13) gagne avec 1,5 point d'avance                                                                      |
| 93            | 2018          | Fernando Peralta       | Pablo Acosta                                             | 14 joueurs |
| 94            | 2019          | Diego Flores           | Fernando Peralta                                         | 12 joueurs |
| 95            | 2020          | Fernando Peralta,      | Leonardo Tristan                                         | Championnat 2020 disputé en décembre 2021 12 joueurs, Peralta vainqueur au départage                                            |
| 96            | 2021          | Federico Pérez Ponsa   | Ariel Sorin Leonardo Tristan                             | Championnat 2021 disputé du 2 au 11 juin 2022 138 joueurs, Perez Ponsa vainqueur du mini-tournoi de départage (à trois joueurs) |
| 97            | 2022          | Fernando Peralta,      | Alan Pichot Leandro Krysa Sandro Mareco                  | Championnat 2022 disputé du 1er au 10 décembre 2022                                                                             |
| 98            | 2023          | Fernando Peralta       | Federico Perez Ponsa                                     | Championnat 2023 disputé du 26 octobre au 7 novembre 2023Peralta vainqueur d'un mini-match de départage                         |
| 99            | 2024          | Sandro Mareco          | Fernando Peralta                                         | Championnat 2024 disputé du 26 novembre au 6 décembre 2024                                                                      |

## Championnat individuel féminin
| Édition | Année | Siège                                | Championne                    | Vice-championne               |
| ------- | ----- | ------------------------------------ | ----------------------------- | ----------------------------- |
| I       | 1938  | Buenos Aires                         | Dora Trepat de Navarro        | Maria Villegas                |
| II      | 1939  | Buenos Aires                         | Dora Trepat de Navarro        | Maria Angelica Berea          |
| III     | 1940  | Buenos Aires                         | Dora Trepat de Navarro        | Salome Reischer               |
| IV      | 1941  | Buenos Aires                         | Dora Trepat de Navarro        | Josefina Gonzalez Vega        |
| V       | 1942  | Buenos Aires                         | Dora Trepat de Navarro        | Electra Bilbao                |
| VI      | 1948  | Buenos Aires                         | Paulette Schwartzmann         |                               |
| VII     | 1949  | Buenos Aires                         | Paulette Schwartzmann         |                               |
| VIII    | 1950  | Buenos Aires                         | Paulette Schwartzmann         |                               |
| IX      | 1951  | Buenos Aires                         | María Berea de Montero (en)   | Dora Trepat                   |
| X       | 1952  | Buenos Aires                         | Dora Trepat de Navarro        | Maria Elena V.de Bartis       |
| XI      | 1953  | Buenos Aires                         | Celia Baudot de Moschini      | Dora Trepat                   |
| XII     | 1954  | Buenos Aires                         | Soledad González de Huguet    | María Elena V.de Bartis       |
| XIII    | 1955  | Buenos Aires                         | Odile L. de Heilbronner       | María E.de Bartis             |
| XIV     | 1956  | Buenos Aires                         | Soledad González de Huguet    | Maria Angelica Berea          |
| XV      | 1957  | Buenos Aires                         | Celia Baudot de Moschini      | Maria Angelica Berea          |
| XVI     | 1958  | Buenos Aires                         | Celia Baudot de Moschini      | Carmen Soto Bernal            |
| XVII    | 1959  | Buenos Aires                         | Dora Trepat de Navarro        | Soledad González              |
| XVIII   | 1960  | Buenos Aires                         | Dora Trepat de Navarro        | Aída Karguer                  |
| XIX     | 1961  | Buenos Aires                         | Aída Karguer (es)             | Dora Trepat                   |
| XX      | 1962  | Buenos aires                         | Celia Baudot de Moschini      | Aída Karguer                  |
| XXI     | 1963  | Buenos Aires                         | Celia Baudot de Moschini      | Soledad González              |
| XXII    | 1964  | Buenos Aires                         | Dora Trepat de Navarro        | Maria Elena V.de Bartis       |
| XXIII   | 1965  | Buenos Aires                         | Aída Karguer                  | Celia Baudot                  |
| XXIV    | 1968  | Buenos Aires                         | Celia Baudot de Moschini      | Silvia Kot                    |
| XXV     | 1969  | S.M.de Tucumán                       | Aída Karguer                  | Julia Arias                   |
| XXVI    | 1971  | Río Ceballos (Córdoba)               | Aída Karguer                  | Silvia Kot                    |
| XXVII   | 1974  |                                      | Julia Arias                   |                               |
| XXVIII  | 1975  | Mar del Plata (Buenos Aires)         | Julia Arias                   | Alejandra Tadei               |
| XXIX    | 1976  | Buenos Aires                         | Julia Arias                   | Edith Soppe                   |
| XXX     | 1977  |                                      | Julia Arias                   |                               |
| XXXI    | 1978  |                                      | Virginia Justo (en)           |                               |
| XXXII   | 1979  | Rafaela (Santa Fé)                   | Edith Soppe (en)              | Virginia Justo                |
| XXXIII  | 1980  | Quilmes (Buenos Aires)               | Edith Soppe                   | Julia Arias                   |
| XXXIV   | 1981  | Mendoza                              | Edith Soppe                   | Liliana Burijovich            |
| XXXV    | 1982  | Posadas (Misiones)                   | Virginia Justo                | Marina Rizzo                  |
| XXXVI   | 1983  | S.S.de Jujuy                         | Virginia Justo                | Ada Vaschetti                 |
| XXXVII  | 1984  | Mendoza                              | Virginia Justo                | Marina Rizzo                  |
| XXXVIII | 1985  | San Justo (Buenos Aires)             | Claudia Amura                 | Carla Herrera                 |
| XXXIX   | 1986  | Remedios de Escalada (Buenos Aires)  | Liliana Burijovich            |                               |
| XL      | 1987  | Lib.Gral.San Martin, Ledesma (Jujuy) | Claudia Amura                 | Sandra Villegas               |
| XLI     | 1988  | Buenos Aires                         | Claudia Amura                 | Liliana Burijovich            |
| XLII    | 1989  | Buenos Aires                         | Claudia Amura                 | Liliana Burijovich            |
| XLIII   | 1990  |                                      | Liliana Burijovich            |                               |
| XLIV    | 1991  |                                      | Liliana Burijovich            |                               |
| XLV     | 1992  |                                      | Mariana Cheratti              | Liliana Burijovich            |
| XLVI    | 1993  |                                      | Sandra Villegas               | Laura Herrera                 |
| XLVII   | 1994  |                                      | Sandra Villegas               |                               |
| XLVIII  | 1995  |                                      | Elisa Maggiolo (en)           |                               |
| XLIX    | 1996  |                                      | Sandra Villegas               | Elisa Maggiolo                |
| L       | 1997  | Cutral-có (La Pampa)                 | Elisa Maggiolo                | Laura Herrera                 |
| LI      | 1998  | Ctral-có (La Pampa)                  | Sabrina Hernandez             | Laura Herrera                 |
| LII     | 1999  | C.del Uruguay (Entre Ríos)           | Liliana Burijovich            | Marisa Zuriel                 |
| LIII    | 2000  | Buenos Aires                         | Carolina Luján                | Elisa Maggiolo                |
| LIV     | 2001  | Tandil (Buenos Aires                 | Carolina Luján                | Elisa Maggiolo                |
| LV      | 2002  | Esperanza (Santa Fé)                 | Anahí Meza                    | Liliana Burijovich            |
| LVI     | 2003  | Villa Carlos Paz (Córdoba)           | Liliana Burijovich            | Laura Herrera                 |
| LVII    | 2004  |                                      | Carolina Luján                | Sandra Malajovich             |
| LVIII   | 2005  | Sierra de la Ventana (Buenos Aires)  | Marisa Zuriel (en)            | María Belén Sarquis           |
| LIX     | 2006  | Villa Martelli (Buenos Aires)        | Carolina Luján                | Liliana Burijovich            |
| LX      | 2007  | Buenos Aires                         | María de los Ángeles Plazaola | Sandra Malajovich             |
| LXI     | 2008  | Buenos Aires                         | María de los Ángeles Plazaola | Stephanie Amed                |
| LXII    | 2009  | Puan (Buenos Aires)                  | Maria Florencia Fernández     | Ayelén Martínez               |
| LXIII   | 2010  | Buenos Aires                         | María de los ängeles Plazaola | Marisa Zuriel                 |
| LXIV    | 2011  | Buenos Aires                         | Ayelén Martínez               | María de los Angeles Plazaola |
| LXV     | 2012  | Villa Martelli (Buenos Aires)        | Marisa Zuriel                 | Ayelén Martínez               |
| LXVI    | 2013  | Estancia Grande (San Luis)           | Maria Florencia Fernández     | Carolina Luján                |
| LXVII   | 2014  | Villa Martelli (Buenos Aires)        | Claudia Amura                 | María Florencia Fernández     |
| LXVIII  | 2015  | Buenos Aires                         | Carolina Luján                | Claudia Amura                 |
| LXIX    | 2016  | Villa Martelli (Buenos Aires)        | Ayelén Martínez               | Claudia Amura                 |
| LXX     | 2017  | Buenos Aires                         | Maria Florencia Fernández     | Ayelen Martínez               |
| LXXI    | 2018  | Ushuaia (Tierra del Fuego)           | Maria Florencia Fernández     | Ayelen Martínez               |
| LXXII   | 2019  | Buenos Aires                         | Anapaola Borda                |                               |
| LXXIII  | 2022  | La Punta (San Luis)                  | María Florencia Fernández[86] | Candela Francisco Guecamburu  |
| LXXIV   | 2023  | Buenos Aires                         | Maria Jose Campos (en)[87]    | Milagros Tatiana Brizzi       |

## Championnat d'échecs par correspondance d'Argentine
Fondée en 1945, la Ligue argentine d'echecs par correspondance (LADAC) organise les championnats nationaux de cette modalité.  Eduardo Saglione les a gagnés 4 fois et Carlos Rinaldi 3 fois.  Voici la liste des champions:
| #  | Années    | Champion              |
| -- | --------- | --------------------- |
| 1  | 1955-1957 | Jorge Pelikan         |
| 2  | 1953-1955 | Eduardo Secchi        |
| 3  | 1963-1966 | Bartolomé Marcussi    |
| 4  | 1968-1970 | Miguel Rivas          |
| 5  | 1972-1974 | Alejandro Arregui     |
| 6  | 1976-1978 | Enrique Arguiñariz    |
| 7  | 1978-1980 | Manuel Pereyra        |
| 8  | 1980-1982 | Anselmo Badenes       |
| 9  | 1982-1984 | Carlos Rinaldi        |
| 10 | 1984-1986 | Carlos Rinaldi        |
| 11 | 1987-1989 | Pedro Lopepé          |
| 12 | 1988-1990 | Carlos Sella          |
| 13 | 1991-1996 | Alberto Maltz         |
| 14 | 1994-1998 | Raúl Grosso           |
| 15 | 1997-2000 | Rubén Berdichesky     |
| 16 | 2000-2002 | Guillermo Etchechoury |
| 17 | 2003-2005 | Carlos Rinaldi        |
| 18 | 2005-2007 | Sergio Diaz           |
| 19 | 2006-2008 | Roberto Jacquin       |
| 20 | 2007-2009 | Eduardo Saglione      |
| 21 | 2008-2010 | Sergio Diaz           |
| 22 | 2009-2011 | Eduardo Saglione      |
| 23 | 2010-2012 | Juan Tossutti         |
| 24 | 2011-2013 | Ricardo Macayo        |
| 25 | 2012-2014 | Juan Tossutti         |
| 26 | 2013-2015 | Juan Enricci          |
| 27 | 2014-2016 | Alfredo Civitillo     |
| 28 | 2015-2017 | Eduardo Saglione      |
| 29 | 2016-2018 | Eduardo Saglione      |
| 30 | 2017-2019 | Victor Barría         |
| 31 | 2018-2020 | Jorge Deforel         |
| 32 | 2019-2021 | Carlos Vieites        |
| 33 | 2020-2022 | Valentin Costa Trillo |
| 34 | 2021-2023 | Alfredo Civitillo     |
| 35 | 2022-2024 | Carlos Vieites        |